# Hiroto Mogi
Hiroto Mogi (茂木 弘人, Mogi Hiroto) est un footballeur japonais né le 2 mars 1984 à Fukushima . Il est attaquant et a joué pour le Fukushima United FC.